# Manuel Franco
Manuel Franco (ur. 9 czerwca 1871 w Concepción, zm. 5 czerwca 1919 w Asunción) – paragwajski prawnik i polityk, prezydent Paragwaju od 15 sierpnia 1916 do 5 czerwca 1919.